# 大竹 (八尾市)
大竹（おおたけ）は、大阪府八尾市の地名。現行行政地名は大竹一丁目から大竹八丁目。住居表示は未実施。
現住所表記に変更される前は全域が大字大竹だった地域で、現在の西高安町2,3丁目のほぼ全域も含まれていた。

## 歴史
令制国一覧 > 畿内 > 河内国 > 高安郡 > 大竹村
中河内地区最大の心合寺山古墳が当地にあり、鎌倉時代ごろまで古墳近くにあった秦興寺（しんごうじ）が名称の由来とされる。この地を治めていた秦氏の氏寺と考えられている。時代を過ぎるとともに「秦興寺」は「心合寺」と表記されるようになり、「しんごうじ」の読みは「しおんじ」に訛ったとされる。元文2年の河内国高帳によると石高は539石余。江戸時代以降の支配者は石高200石余が江戸期を通じて旗本加藤氏領、残りは幾度か支配者が変わり、寛文9年に淀藩領となり幕末に至っている。明治以降の市町村制施行で北高安村の大字となり、現住所表記施行時に西側の一部が西高安町となる。

## 地理
町内のいちばん西を大阪外環状線が通り、その東を東高野街道が通る。東の山中は神立地区となる。

## 世帯数と人口
2020年（令和2年）3月31日現在（八尾市発表）の世帯数と人口は以下の通りである。
| 丁目       | 世帯数  | 人口  |
| ---------- | ------- | ----- |
| 大竹一丁目 | 65世帯  | 107人 |
| 大竹二丁目 | 29世帯  | 41人  |
| 大竹三丁目 | 38世帯  | 84人  |
| 大竹四丁目 | 20世帯  | 30人  |
| 大竹五丁目 | 21世帯  | 40人  |
| 大竹六丁目 | 112世帯 | 235人 |
| 大竹七丁目 | 128世帯 | 258人 |
| 大竹八丁目 | 36世帯  | 68人  |
| 計         | 449世帯 | 863人 |

### 人口の変遷
国勢調査による人口の推移。
| 1995年（平成7年）  | 1,501人 | [ 5 ] |  |
| 2000年（平成12年） | 1,312人 | [ 6 ] |  |
| 2005年（平成17年） | 1,154人 | [ 7 ] |  |
| 2010年（平成22年） | 1,130人 | [ 8 ] |  |
| 2015年（平成27年） | 948人   | [ 9 ] |  |

### 世帯数の変遷
国勢調査による世帯数の推移。
| 1995年（平成7年）  | 539世帯 | [ 5 ] |  |
| 2000年（平成12年） | 522世帯 | [ 6 ] |  |
| 2005年（平成17年） | 471世帯 | [ 7 ] |  |
| 2010年（平成22年） | 469世帯 | [ 8 ] |  |
| 2015年（平成27年） | 383世帯 | [ 9 ] |  |

## 学区
市立小・中学校に通う場合、学区は以下の通りとなる（2020年5月時点）。
| 丁目       | 番   | 小学校             | 中学校             |
| ---------- | ---- | ------------------ | ------------------ |
| 大竹一丁目 | 全域 | 八尾市立高安小学校 | 八尾市立高安中学校 |
| 大竹二丁目 | 全域 | 八尾市立高安小学校 | 八尾市立高安中学校 |
| 大竹三丁目 | 全域 | 八尾市立高安小学校 | 八尾市立高安中学校 |
| 大竹四丁目 | 全域 | 八尾市立高安小学校 | 八尾市立高安中学校 |
| 大竹五丁目 | 全域 | 八尾市立高安小学校 | 八尾市立高安中学校 |
| 大竹六丁目 | 全域 | 八尾市立高安小学校 | 八尾市立高安中学校 |
| 大竹七丁目 | 全域 | 八尾市立高安小学校 | 八尾市立高安中学校 |
| 大竹八丁目 | 全域 | 八尾市立高安小学校 | 八尾市立高安中学校 |

## 事業所
2016年（平成28年）現在の経済センサス調査による事業所数と従業員数は以下の通りである。
| 丁目               | 事業所数 | 従業員数 |
| ------------------ | -------- | -------- |
| 大竹一丁目         | 17事業所 | 101人    |
| 大竹二丁目         | 17事業所 | 53人     |
| 大竹三丁目・四丁目 | 28事業所 | 190人    |
| 大竹五丁目         | 10事業所 | 72人     |
| 大竹六丁目         | 9事業所  | 29人     |
| 大竹七丁目         | 15事業所 | 43人     |
| 大竹八丁目         | 0事業所  | 0人      |
| 計                 | 96事業所 | 488人    |

## 施設
- 心合寺山古墳（5丁目）
中河内地区最大の前方後円墳。堀の中から古瓦が発見され、かつてこの地にあったとされる寺院のものと推定される。

## その他

### 日本郵便
- 郵便番号 : 581-0854[2]（集配局：八尾郵便局[12]）。